# ثوجل مرصوف
ثَوْجَل مَرْصُوف نوعٌ من الثوجل صالح للأكل. يوجد في غابات الصنوبر. يعيش على المواد النباتية المنحلة. ساقه قصيرة غليظة غبراء اللون. نكعته فارشة مرصوفة بالثعول الصغيرة الحادة الرؤوس، لونها إلى البني الأسفع المواج، أما ثعولها إلى البني الكستني. قطرها نحو 12 سم. لحميته كاعنة الصنف غير مرغوب فيها.

## الاستخدامات

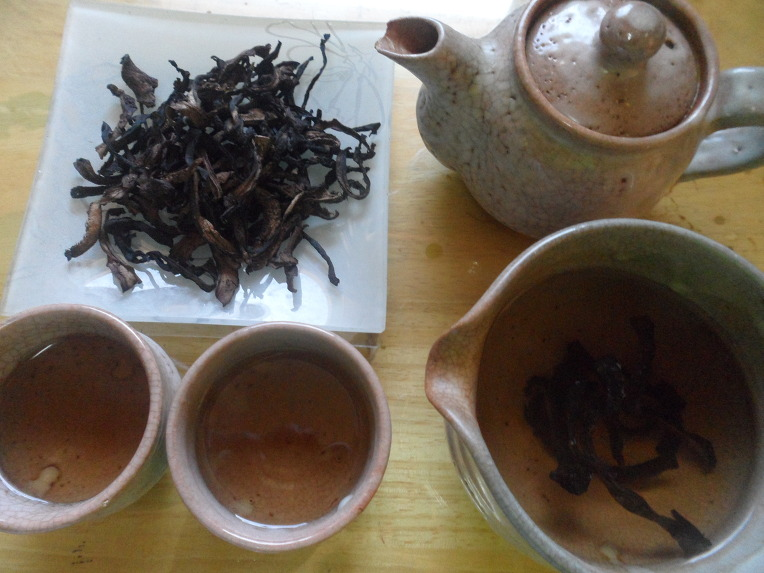
شاي قنفذ متقشر

تحتوي الثوجل المرصوف و الأنواع ذات الصلة على أصباغ زرقاء وخضراء ، والتي تستخدم لصبغ الصوف في النرويج.

### القابلية للأكل
يمكن للفطر أن يكون مراً، لكنه أقل احتمالاً في الفطر الفتي. سيؤدي غمر الفطر في الماء المغلي إلى إزالة المرار. يمكن تخليلها أو تجفيفها واستخدامها مطعِّماً. يُجمَع هذا الفطر في بلغاريا ثم يُجفَّف ويُطحَن جيدًا لاستخدامها دقيق فطر عطري. أُبلِغَ في في الولايات المتحدة من قبل بعض المصادر أنها صالحة للأكل ولكن ذات جودة رديئة  قد يسبب اضطرابات في الجهاز الهضمي.
في كوريا ، يصنع منه شاي الفطر.